# Tocos do Moji
Tocos do Moji este un oraș în Minas Gerais (MG), Brazilia.